# Championnats panaméricains d'escrime 2006
Navigation
Édition suivante
Les 1ers championnats panaméricains d'escrime se déroulent à Valencia au Venezuela du 26 au 28 juin 2006.

## Médaillés
| Épreuves                               | Or                    | Argent               | Bronze                                      |
| -------------------------------------- | --------------------- | -------------------- | ------------------------------------------- |
| Épée                                   |                       |                      |                                             |
| Hommes individuel résultats détaillés  | Joshua McGuire        | João Antonio Sousa   | Paris Inostroza Guillermo Madrigal Sardinas |
| Femmes individuel résultats détaillés  | Zuleydis Ortiz Puente | Courtney Hurley      | Julie Leprohon Sherraine Schalm             |
| Fleuret                                |                       |                      |                                             |
| Hommes individuel résultats détaillés  | Igor Tikhomirov       | Andres Carillo Ayana | Patricio Moreno Briones Nicholas Teisseire  |
| Hommes par équipes résultats détaillés | Canada                | États-Unis           | Venezuela                                   |
| Femmes individuel résultats détaillés  | Emily Cross           | Yulitza Suárez       | Mariana González Ariagne Ribot Laugoy       |
| Femmes par équipes résultats détaillés | Canada                | Cuba                 | États-Unis                                  |
| Sabre                                  |                       |                      |                                             |
| Hommes individuel résultats détaillés  | Ivan Lee              | Jason Rogers         | James Williams Carlos Bravo                 |
| Femmes individuel résultats détaillés  | Sada Jacobson         | Mariel Zagunis       | Alejandra Benítez Rebecca Ward              |

## Tableau des médailles
| Rang  | Nation     | Or | Argent | Bronze | Total |
| ----- | ---------- | -- | ------ | ------ | ----- |
| 1     | Canada     | 4  | 0      | 3      | 7     |
| 2     | États-Unis | 3  | 4      | 3      | 10    |
| 3     | Cuba       | 1  | 2      | 2      | 5     |
| 4     | Venezuela  | 0  | 1      | 4      | 5     |
| 5     | Brésil     | 0  | 1      | 0      | 1     |
| 6     | Chili      | 0  | 0      | 2      | 2     |
| Total | Total      | 8  | 8      | 14     | 30    |